# Isla del Trocadero
Isla del Trocadero je ostrov v Cádizském zálivu Atlantského oceánu, který náleží Španělsku. Má rozlohu 5,25 km², od pevniny je oddělen průlivem, který je široký maximálně 150 metrů. Je plochý, pokrytý bažinami, slanisky a písečnými dunami, bez stálého lidského osídlení. Nejbližším městem je Puerto Real.
Ve starověku byl ostrov významným přístavištěm, sloužícím k obchodu a k opravě lodí. Španělé zde postavili pevnost San Luis, chránící město Cádiz. Dne 31. srpna 1823 proběhla bitva o Trocadero, v níž francouzské intervenční jednotky, kterým velel Ludvík Antonín, vévoda z Angoulême, porazily vojáky Rafaela del Riega; ztráta strategicky významné pevnosti vedla k pádu republikánské vlády ve Španělsku. Na památku vítězné bitvy dostala oblast v 16. pařížském obvodě název Trocadéro (později zde vznikl park Jardins du Trocadéro).
Ostrov je chráněn jako hnízdiště mořských ptáků (rackovití, plameňáci, kormorán velký, volavka popelavá nebo slípka zelenonohá).